# Michael Siegel (Rechtsanwalt)

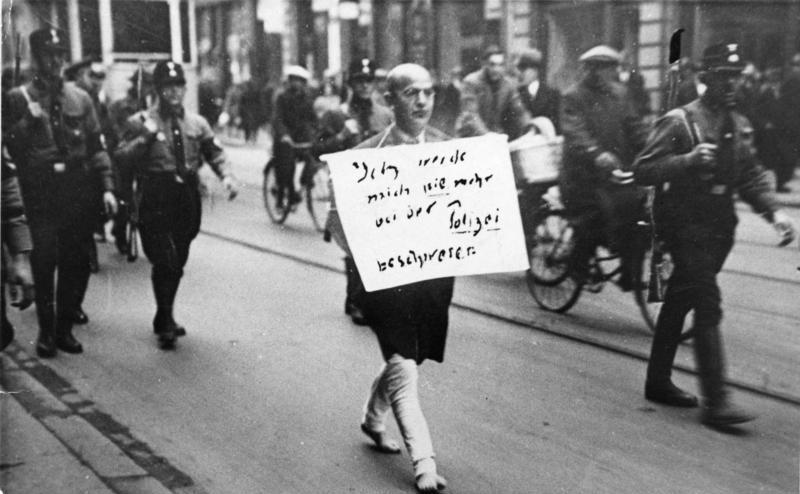
Bild vom 10. März 1933

Michael Siegel (* 14. September 1882 in Arnstein; † 15. März 1979 in Lima) war ein deutsch-jüdischer Rechtsanwalt in München, der 1940 vor den Nationalsozialisten nach Peru flüchtete.

## Leben
Michael Siegel machte 1902 das Abitur am Gymnasium Schweinfurt. Anschließend studierte er bis 1906 Jura an der Ludwig-Maximilians-Universität München. 1907 wurde er promoviert. Seit 1910 war er Rechtsanwalt, assoziiert mit seinem Vetter Julius Siegel (1884–1951). Die Kanzlei war in den 1890er Jahren von seinem Onkel Leopold gegründet worden.
1920 heiratete er Mathilde Waldner. Aus der Ehe gingen die Kinder Hans-Peter (1921–2010) und Maria Beate (* 1925) hervor. Die Familie lebte von 1920 bis 1939 in der Possartstraße im Münchner Stadtteil Bogenhausen. Am 17. Januar 1939 mussten sie in eine Sammelwohnung für enteignete Juden („Judenhaus“) in der Lindwurmstraße 125 ziehen, der letzten Adresse der Israelitischen Kultusgemeinde München. Im gleichen Jahr emigrierten beide Kinder nach England, die Tochter Beate mit einem Kindertransport und der Sohn Hans-Peter mit einem Studienvisum. Unter dem Titel „Once I was a Münchner Kindl“ sind die Geschichte der Familie Siegel und Beates Erlebnisse während des Kindertransports und danach eindringlich dokumentiert.
Durch Zufall erhielten Michael Siegel und seine Frau Visa für Peru, da ihr Spanischlehrer, den sie zur Vorbereitung der Emigration aufsuchten, der Neffe des peruanischen Innenministers war.
Im August 1940 verließ Michael Siegel mit seiner Frau Deutschland von Berlin aus mit der Transsibirischen Eisenbahn über Moskau, Nowosibirsk, Omsk, Harbin nach Korea und Japan über den Pazifischen Ozean, um dann über Los Angeles nach Peru zu gelangen.

## Das Foto

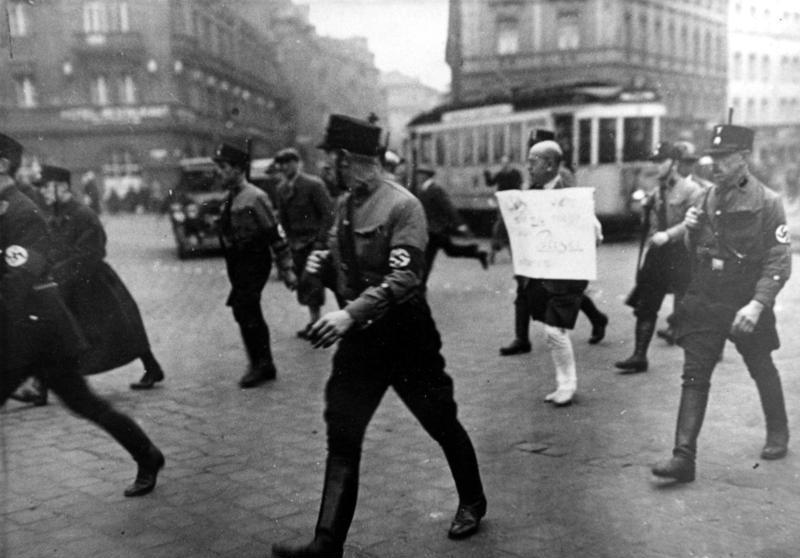
Barfüßiger jüdischer Rechtsanwalt Dr. Michael Siegel unter SS-Bewachung mit einem Schild („Ich werde mich nie mehr bei der Polizei beschweren“) über den Münchner Bahnhofplatz laufend

Durch zwei Fotografien vom 10. März 1933 wurde der jüdische Rechtsanwalt Michael Siegel weltweit bekannt, als er in München von SS-Truppen von der Ettstraße, über die Neuhauser Straße und den Stachus und von dort über die Prielmayerstraße zum Hauptbahnhof getrieben wurde. Dem war vorausgegangen, dass er im Auftrag seines Mandanten Max Uhlfelder, dem Inhaber des Kaufhaus Uhlfelder, der ebenfalls Jude war, zur Hauptpolizeiwache ging, um eine Anzeige aufzugeben, da am Vorabend NS-Sturmtruppen die Fenster des Ladens zerstört hatten. Dort angekommen, wurde er von der SS in den Keller gebracht und so stark verprügelt, dass ihm einige Zähne herausfielen und das Trommelfell platzte. Danach zerschnitt man seine Hose, und er wurde von der SS barfuß mit einem großen Schild um den Hals mit der Aufschrift „Ich bin ein Jude, aber ich will mich nie mehr bei der Polizei beschweren“ durch die Münchner Innenstadt gehetzt. Das Bild wurde unterschiedlich retuschiert, weswegen die verschiedenen Versionen des Bildes teils verschiedene Aufschriften aufweisen.
Als Fotograf gab sich in einem Zeitzeugengespräch vom 18. April 1983 der Berufsfotograf Heinrich Sanden zu erkennen. Heinrich Sanden stellt die Vorgänge wie folgt dar: Er benutzte eine Rollenfilmkamera mit einer 9×12-Fotoplatte. Als er die beiden Fotos den lokalen Zeitungen anbot, lehnten es diese ab, die Bilder zu veröffentlichen. Da er selbst befürchtete, wegen der Bilder in Gefahr zu geraten, entschied er sich, die photographischen Platten loszuwerden. Er telefonierte mit der amerikanischen Presseagentur International News Photographic Service, welche eine Niederlassung in Berlin hatte, verkaufte die Negative an diese und sandte sie sofort nach Berlin. Von dort aus wurden die Bilder nach Washington, D. C., geschickt. Am 23. März 1933 veröffentlichte die Washington Times die Bilder zum ersten Mal auf ihrer Titelseite.
Dagegen steht die Aussage von Michael Siegel, wonach ihn am Hauptbahnhof, als er in ein Taxi stieg, ein Englisch sprechender Journalist (Engländer oder Amerikaner) angesprochen und über die Anfertigung der Fotos informiert habe, die er veröffentlichen wolle (überliefert in Zeitzeugeninterviews mit der Tochter Michael Siegels sowie in einem von Michael Siegels Bruder Siegmund autorisierten Typoskript im Stadtarchiv München).
Die Bilder werden auch heute noch in den Medien – wie zum Beispiel in Schullehrbüchern, Ausstellungen und im Fernsehen – als Dokumente der Judenverfolgung gezeigt.
Hein weist darauf hin, dass die Täter der SS unter dem damaligen Polizeipräsidenten Heinrich Himmler angehört hätten und nicht, wie bis vor kurzem noch fälschlich behauptet, der SA. Mittlerweile wurden auch die entsprechenden Bilder der digitalisierten Datenbank des Bundesarchivs dahingehend korrigiert.

## Auszeichnung
Im September 1971 erhielt Michael Siegel das Große Verdienstkreuz der Bundesrepublik Deutschland anlässlich seines 89. Geburtstages in Anerkennung seiner Dienste zur Verbesserung des Verhältnisses zwischen der deutsch-jüdischen Flüchtlingsgemeinschaft in Lima und der deutschen Nachkriegsrepublik und auch für seine Verdienste als juristischer Berater der deutschen Botschaft in Peru in Bezug auf das peruanische Recht.